# Listă de scriitori de limbă germană/O
| Vezi: O - Om On - Oz |
| -------------------- |

## O - Om
- Josef Georg Oberkofler (1889–1962)
- Urs Oberlin (1919–2008)
- Richard Obermayr (n. 1970)
- Dieter Obitz (?)
- Michael Öchsner (1816–1893)
- Milena Oda (n. 1975)
- Franz Odermatt (1867–1952)
- Heinz Oelfke (n. 1934)
- Tami Oelfken, de fapt Marie Wilhelmine Oelfken (1888–1957)
- Petra Oelker (n. 1947)
- Werner Oellers (1904–1947)
- Gerd Oelschlegel (n. 1926)
- Konrad Engelbert Oelsner (1764–1828)
- Aras Ören (n. 1939)
- Elisabeth von Oertzen-Dorow (1860–?)
- Kurt Oesterle (n. 1955)
- Aysek Özakin (n. 1942)
- Selim Özdogan (n. 1971)
- Rudolf Oeser, pseudonim Otto Glaubrecht (1807–1859)
- Ludwig Ohl (1861–1909)
- Wilfried Ohms (n. 1960)
- Günter Ohnemus (n. 1946)
- Anton Ohorn (1846–1924)
- Bernhard Ohsam (1926–2001)
- Andreas Okopenko (n. 1930)
- Balder Olden, de fapt Oppenheim (1882–1949)
- Ferdinand August Oldenburg (1799–1868)
- Marie von Olfers (1826–1924)
- José F. A. Oliver (n. 1961)
- Andrea Olsen
- Adam Olearius (1603–1671)
- Johannes Olearius (1611–1684)
- Brigitte Oleschinski (1955)
- Magnus Daniel Omeis (1646–1708)
- Georg von Ompteda (1863–1931)

## On - Oz
- Detlef Opitz (n. 1956)
- Martin Opitz (1597–1639)
- Georg Emanuel Opiz (1775–1841)
- Frieda von Oppeln (1866–1945)
- Alexander von Oppeln-Bronikowski (1788–1834)
- Friedrich von Oppeln-Bronikowski (1883–1936)
- Ferdinand Oppenberg (1908–1989)
- Joseph Orel (1868–1907)
- Hanns-Josef Ortheil (n. 1951)
- Ernst Ortlepp (1800–1864)
- Edwin Ortmann (n. 1941)
- Eugen Ortner (1890–1947)
- Hermann Heinz Ortner (1895–1956)
- Alexander Osang (n. 1962)
- Andreas Osiander (1496–1552)
- Katja Oskamp (n. 1970)
- Heinrich Augst Ossenfelder (1725–1801)
- Carl von Ossietzky (1889–1938)
- Leonie Ossowski, de fapt Jolanthe Kurtz-Solowjew (n. 1925)
- Maria von der Osten-Sacken (1901–1985)
- Adele Osterloh (1857–1916)
- Willi Ostermann (1876–1936)
- Georg M. Oswald (n. 1963)
- Hans Ostwald (1873–1940)
- Oswald von Wolkenstein (1377–1445)
- Otfrid von Weißenburg (ca. 800–după 870)
- Otloh von St. Emmeram (ca. 1010–1070)
- Arnold Ott (1840–1910)
- Erwin Ott (1892–1947)
- Karl-Heinz Ott (n. 1957)
- Viktor Otte (1887–?)
- Karl Otten (1889–1963)
- Alwin Otto (1891–1971)
- Elli Otto (1914–?)
- Herbert Otto (1925–2003)
- Louise Otto-Peters (1819–1895)
- August Otto-Walster (1834–1898)
- Ernst Ottwalt, de fapt Ernst Gottwalt Nicolas (1901–1943)
- Angelika Overath (n. 1957)
- Adolf Overbeck (1755–1821)
- Johanna Overdick (1899–1976)
- Dr. Owlglass, de fapt Hans Erich Blaich (1875–1945)
- Anna Ozana (n. 1920)
- Emine Sevgi Özdamar (n. 1946)